# إفغ (أغبالو أنكردوس)
إفغ هي إحدى مشيخات المملكة المغربية، تتبع جغرافيا لإقليم الرشيدية وإداريًا لأغبالو أنكردوس. يقدر عدد سكانها بـ 3015 نسمة حسب الإحصاء الرسمي للسكان والسكنى لسنة 2004.